# Rodrigo Grimalt
Rodrigo Alberto „Yoyo“ Grimalt (* 18. Februar 1968) ist ein ehemaliger chilenischer Beachvolleyballspieler.

## Karriere
Grimalt spielte von 1987 bis 1990 mit seinem Bruder Ricardo auf der FIVB World Tour in Rio de Janeiro. Von 1994 bis 1998 war Allan Jarry sein Partner auf verschiedenen amerikanischen Stationen der World Tour. Bei der ersten offiziellen Weltmeisterschaft 1997 in Los Angeles blieben die Chilenen sieglos.
Heute ist Rodrigo Grimalt Trainer der chilenischen Beachvolleyball-Nationalspieler, zu denen auch seine beiden Neffen Marco und Esteban Grimalt gehören. Außerdem ist er Sportfunktionär im Nationalen Olympischen Komitee Chiles.